# Wolpertshausen
Wolpertshausen är en kommun och ort i Landkreis Schwäbisch Hall i regionen Heilbronn-Franken i Regierungsbezirk Stuttgart i förbundslandet Baden-Württemberg i Tyskland.
Staden ingår i kommunalförbundet Ilshofen-Vellberg tillsammans med städerna Ilshofen och Vellberg.